# Lesbian until graduation
Lesbian until graduation (LUG, ang. lesbijka do uzyskania dyplomu), a także gay until graduation (GUG) i bisexual until graduation (BUG) są slangowymi terminami używanymi do określania kobiet, głównie uczęszczających do szkoły średniej lub na studia, które okresowo identyfikują się z homoseksualizmem lub biseksualizmem oraz przeżywają doświadczenia z tym związane. Termin oznacza, że kobieta, w stosunku do której jest on skierowany, w końcu zacznie ściśle identyfikować się z heteroseksualizmem (jej preferencje seksualne w stosunku do kobiet są przejściowe). W środowisku lesbijskim termin bywa używany pogardliwie w stosunku do kobiet biseksualnych.
Można sklasyfikować go bardziej w kategorii 'miejskiego mitu środowiskowego' (urban legend) niż autentycznego zjawiska orientacji seksualnej. Do pewnego stopnia jest on starszą nieco formą popularnej subkultury metroseksualistów w takim jej rozumieniu, które zakłada sprzeciw wobec tradycyjnie istniejących norm socjalno-obyczajowych.

## Użycie

### W stosunku do kobiet ukrycie homoseksualnych
Dawniej terminy LUG/BUG były powiązane z kobietami homo- i biseksualnymi w jednopłciowych, damskich szkołach średnich i uniwersytetach, które swoją orientację seksualną ukrywały przed rodzicami i opiekunami prawnymi. Określenie sugerowało, że jednostka była otwarcie homoseksualna w czasie, gdy przebywała na terenie campusu, a jednocześnie ostatecznie dostosowywała się do wymagań rodziny i społeczeństwa dotyczących heteroseksualności. 
Termin używany był również do opisu sytuacyjnych zachowań seksualnych, sugerujących, że jednostka w końcu powróci do zachowań heteroseksualnych, gdy zostanie uwolniona spod interpersonalnej presji lub wyzbędzie się faktycznych preferencji.

### Jako określenie lekceważące
Obecnie termin jest stosowany głównie z nacechowaniem pejoratywnym, jako sugerujący, że związek pomiędzy kobietami jest nieautentyczny lub bezprawny. Może to odnosić się do faktu, że związek homoseksualny jest świadomie wybierany tymczasowo lub jest oparty głównie na dogodności.
To użycie sugeruje, że partnerzy:
- koncentrują się na nauce bez odrywania od niej uwagi przez "prawdziwe" związki,
- chcą uniknąć niechcianej uwagi wśród mężczyzn,
- chcą uniknąć ryzyka zajścia w ciążę pozostając przy tym aktywnymi seksualnie.

Inne negatywnie zabarwione użycie sugeruje stronienie od pożądania celem pozyskania uwagi (głównie mężczyzn). Takie zachowywanie bywa określane mianem bisexual chick. 
To użycie sugeruje, że jednostka:
- stara się zwiększyć swoją atrakcyjność seksualną wśród heteroseksualnych mężczyzn,
- zaskakuje rodziców i krewnych wiadomością, że jest uważana za nie budzącą pożądania,
- zaskakuje przyjaciół i znajomych wiadomością, że jej zachowanie jest uważane za gorszące,
- stara się kultywować progresywny, radykalny, buntowniczy wizerunek,
- jest solidarna bądź udaje solidarność z prześladowanymi grupami społecznymi,
- wybiera kobiety nie uzyskując zainteresowania ze strony mężczyzn,
- odnajduje problemy w intymnych kontaktach z mężczyznami.

## Inne reakcje
Osoby biseksualne i ich znajomi uważają, że te terminy są dowodem bifobii i nietolerancji biseksualizmu, a kobiety opisywane jako LUG mogą w rzeczywistości być biseksualne. Sugerują oni, że pojawienie się takiego pojęcia dowodzi, że seksualność człowieka jest raczej elastyczna niż trwale ustalona (jeśli chodzi o orientację seksualną).
Uznają, że termin jest pogardliwie używany w stosunku do osób ciekawych biseksualności i młodzieży odkrywającej swoją orientację seksualną.
Sugeruje się, że kobiety angażujące się tymczasowo w związki z kobietami mogą:
- być lesbijkami, które ukrywają swoją prawdziwą orientację ze względu na dezaprobatę społeczną,
- być biseksualne i przypadkowo znaleźć partnera innej płci lub ukrywać, ze względu na społeczną dezaprobatę, skłonności seksualne wobec osób tej samej płci,
- eksperymentować[4].

Argumentowana jest bezpodstawność podawanych różnic, a przez to sugerowana szkodliwość pojęcia niezależnie od podmiotu, do którego się ono odnosi. Społeczna akceptacja (w tym unormowana sytuacja prawna) i poparcie dla związków homoseksualnych złagodziłoby presję wymuszającą na kobietach bi- i homoseksualnych odrzucanie swoich preferencji na rzecz heteroseksualizmu po ukończeniu kształcenia.